# Guignardia citricarpa
Guignardia citricarpa är en svampart som beskrevs av Kiely 1948. Guignardia citricarpa ingår i släktet Guignardia och familjen Botryosphaeriaceae.   Inga underarter finns listade i Catalogue of Life.

## Bildgalleri

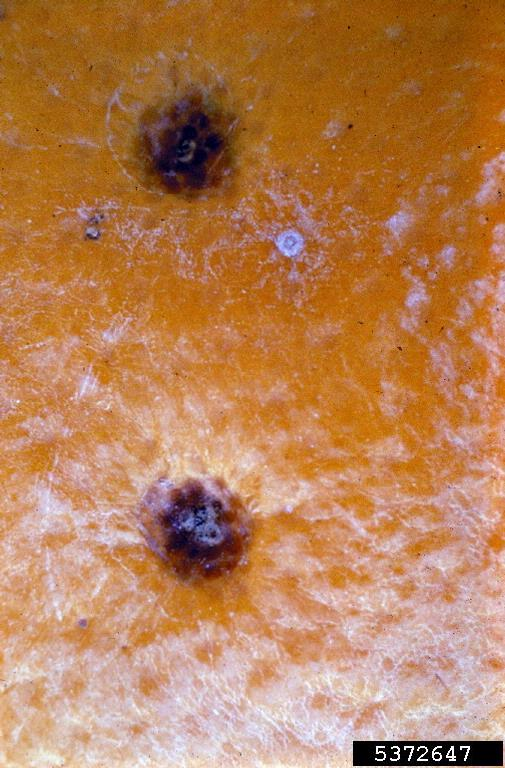